# Randal Kolo Muani
Randal Kolo Muani (Bondy, 5 de diciembre de 1998) es un futbolista francés que juega de delantero en el Paris Saint-Germain F. C. de la Ligue 1 de Francia.

## Trayectoria
Comenzó su carrera deportiva en el F. C. Nantes "II" en 2016, debutando con el primer equipo el 30 de noviembre de 2018, en la victoria del Nantes por 3-0 frente al A. S. Saint-Étienne, en un partido de la Ligue 1. Durante la temporada 2019-20 estuvo cedido en el U. S. Boulogne.
En marzo de 2022 se oficializó su marcha definitiva del club al término de la temporada una vez finalizara su contrato para jugar las siguientes cinco campañas en el Eintracht Fráncfort. Antes de que eso ocurriera ayudó al equipo a ganar la Copa de Francia, siendo este el primer título que lograban desde 2001.
Realizó su debut en la 1. Bundesliga en la primera jornada ante el Bayern de Múnich y marcó su primer gol en la competición, aunque este no sirvió para evitar la derrota por uno a seis. Durante la temporada consiguió ver puerta en 23 ocasiones en 46 partidos.

### Paris Saint-Germain

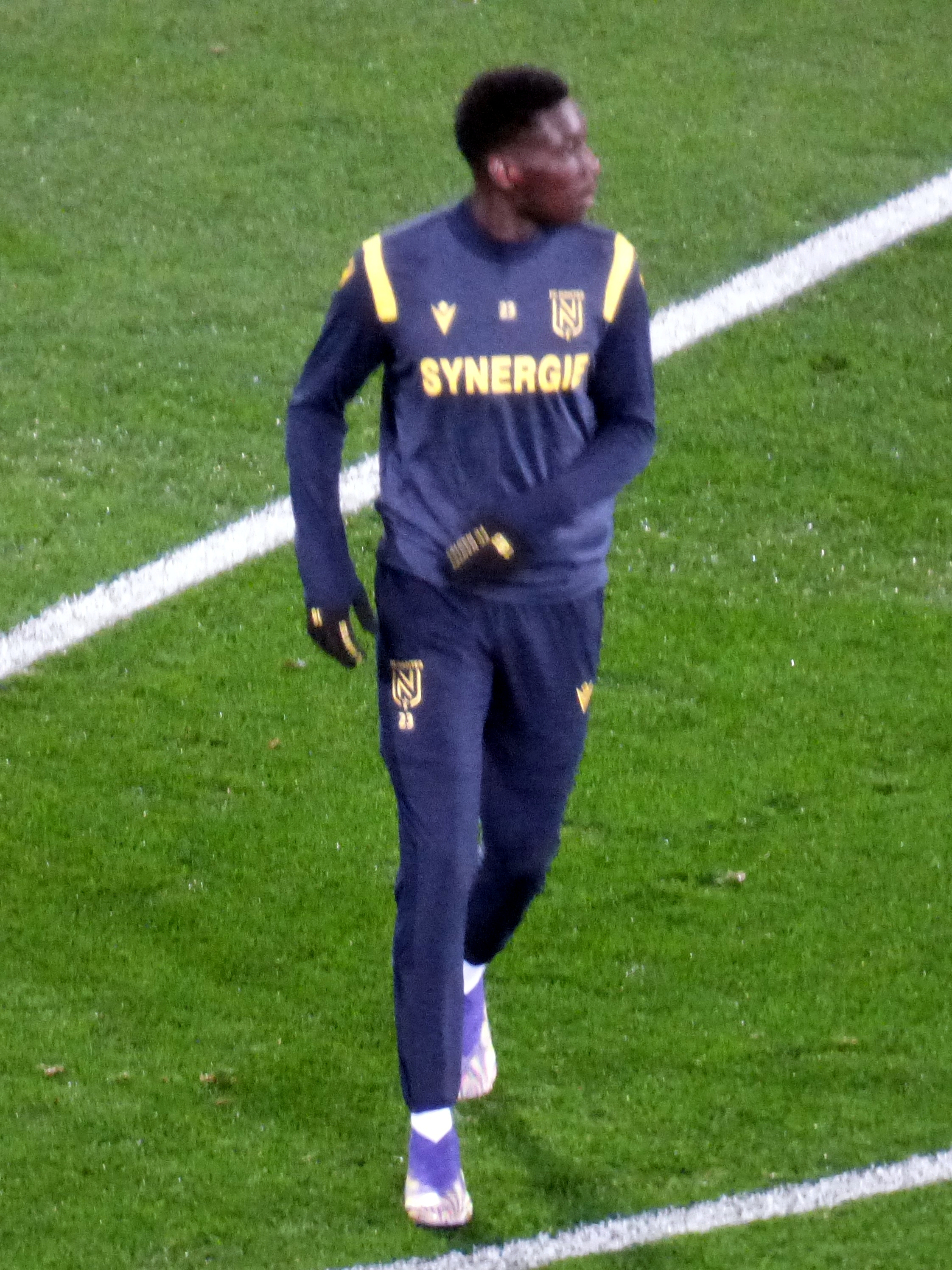
Kolo Muani mientras estaba en el Football Club de Nantes en 2020.

El 1 de septiembre de 2023 fichó por el Paris Saint-Germain por una cantidad no revelada. Hizo su debut el 15 de septiembre como suplente en una derrota ante el O. G. C. Niza, asistiendo en un gol a Kylian Mbappé. Hizo su debut como titular en la Liga de Campeones en una victoria por 2-0 sobre el Borussia Dortmund cuatro días después.
El 24 de septiembre anotó su primer gol para el club parisino en una victoria por 4-0 sobre sus rivales de Le Classique, el Olympique de Marsella; también asistió al segundo gol de Gonçalo Ramos en el mismo partido. Al final de la temporada, había marcado nueve goles y proporcionado seis asistencias en 40 partidos para el club francés, contribuyendo a la obtención de la Ligue 1, la Copa de Francia y el Trofeo de Campeones.

#### Cesión a la Juventus
El 23 de enero de 2025, tras haber marcado dos goles en catorce partidos durante la campaña, fue cedido a la Juventus de Turín de la Serie A de Italia hasta el final de la temporada. El club anunció su fichaje por un importe de 1 millón de euros, con 2,6 millones de euros en costes adicionales, más posibles bonificaciones que sumarían hasta 2 millones de euros.

## Selección nacional
El 22 de septiembre de 2022 hizo su debut con la selección de Francia en un partido de la Liga de Naciones de la UEFA 2022-23 ante Austria que ganaron por dos a cero. Dos meses después, tras la lesión de Christopher Nkunku, fue convocado para participar en la Copa Mundial de 2022, torneo en el que marcó en las semifinales contra Marruecos a los 44 segundos de haber entrado al terreno de juego.

### Participaciones en Copas del Mundo
| Mundial      | Sede  | Resultado  | Partidos | Goles |
| ------------ | ----- | ---------- | -------- | ----- |
| Mundial 2022 | Catar | Subcampeón | 3        | 1     |

### Participaciones en Eurocopas
| Copa          | Sede     | Resultado   | Partidos | Goles |
| ------------- | -------- | ----------- | -------- | ----- |
| Eurocopa 2024 | Alemania | Semifinales | 5        | 1     |

### Goles como internacional
| N.º | Fecha                   | Lugar                                   | Rival      | Gol | Resultado | Competición                                          |
| --- | ----------------------- | --------------------------------------- | ---------- | --- | --------- | ---------------------------------------------------- |
| 1.  | 14 de diciembre de 2022 | Estadio Al Bayt, Jor, Catar             | Marruecos  | 2-0 | 2-0       | Copa Mundial de Fútbol de 2022                       |
| 2.  | 21 de noviembre de 2023 | Estadio Agia Sofía, Atenas, Grecia      | Grecia     | 0-1 | 2-2       | Clasificación para la Eurocopa 2024                  |
| 3.  | 26 de marzo de 2024     | Stade Vélodrome, Marsella, Francia      | Chile      | 2-1 | 3-2       | Amistoso                                             |
| 4.  | 5 de junio de 2024      | Stade Saint-Symphorien, Metz, Francia   | Luxemburgo | 1-0 | 3-0       | Amistoso                                             |
| 5.  | 9 de julio de 2024      | Allianz Arena, Múnich, Alemania         | España     | 0-1 | 2-1       | Eurocopa 2024                                        |
| 6.  | 9 de septiembre de 2024 | Parc Olympique Lyonnais, Lyon, Francia  | Bélgica    | 1-0 | 2-0       | Liga de Naciones de la UEFA 2024-25                  |
| 7.  | 14 de octubre de 2024   | Estadio Rey Balduino, Bruselas, Bélgica | Bélgica    | 0-1 | 1-2       | Liga de Naciones de la UEFA 2024-25                  |
| 8.  | 14 de octubre de 2024   | Estadio Rey Balduino, Bruselas, Bélgica | Bélgica    | 1-2 | 1-2       | Liga de Naciones de la UEFA 2024-25                  |
| 9.  | 5 de junio de 2025      | MHPArena, Stuttgart, Alemania           | España     | 5-4 | 5-4       | Fase final de la Liga de Naciones de la UEFA 2024-25 |

## Estadísticas

### Clubes
Actualizado al último partido disputado el 1 de julio de 2025.
| Club                              | Div.          | Temporada     | Liga  | Liga  | Copas nacionales | Copas nacionales | Copas internacionales | Copas internacionales | Total | Total |
| Club                              | Div.          | Temporada     | Part. | Goles | Part.            | Goles            | Part.                 | Goles                 | Part. | Goles |
| --------------------------------- | ------------- | ------------- | ----- | ----- | ---------------- | ---------------- | --------------------- | --------------------- | ----- | ----- |
| F. C. Nantes II Francia           | 4.ª           | 2015-16       | 1     | 0     | ―                | ―                | ―                     | ―                     | 1     | 0     |
| F. C. Nantes II Francia           | 4.ª           | 2016-17       | 21    | 8     | ―                | ―                | ―                     | ―                     | 21    | 8     |
| F. C. Nantes II Francia           | 5.ª           | 2017-18       | 21    | 6     | ―                | ―                | ―                     | ―                     | 21    | 6     |
| F. C. Nantes II Francia           | 4.ª           | 2018-19       | 17    | 3     | ―                | ―                | ―                     | ―                     | 17    | 3     |
| F. C. Nantes Francia              | 1.ª           | 2018-19       | 6     | 0     | 0                | 0                | ―                     | ―                     | 6     | 0     |
| F. C. Nantes II Francia           | 4.ª           | 2019-20       | 1     | 0     | ―                | ―                | ―                     | ―                     | 1     | 0     |
| U. S. Boulogne Francia            | 3.ª           | 2019-20       | 14    | 3     | 1                | 0                | ―                     | ―                     | 15    | 3     |
| U. S. Boulogne Francia            | Total club    | Total club    | 14    | 3     | 1                | 0                | 0                     | 0                     | 15    | 3     |
| F. C. Nantes II Francia           | 4.ª           | 2020-21       | 1     | 0     | ―                | ―                | ―                     | ―                     | 1     | 0     |
| F. C. Nantes II Francia           | Total club    | Total club    | 62    | 17    | 0                | 0                | 0                     | 0                     | 62    | 17    |
| F. C. Nantes Francia              | 1.ª           | 2020-21       | 39    | 10    | 1                | 0                | ―                     | ―                     | 40    | 10    |
| F. C. Nantes Francia              | 1.ª           | 2021-22       | 36    | 12    | 5                | 1                | ―                     | ―                     | 41    | 13    |
| F. C. Nantes Francia              | Total club    | Total club    | 81    | 22    | 6                | 1                | 0                     | 0                     | 87    | 23    |
| Eintracht Frankfurt · Alemania    | 1.ª           | 2022-23       | 32    | 15    | 6                | 6                | 8                     | 2                     | 46    | 23    |
| Eintracht Frankfurt · Alemania    | 1.ª           | 2023-24       | 2     | 1     | 1                | 1                | 1                     | 1                     | 4     | 3     |
| Eintracht Frankfurt · Alemania    | Total club    | Total club    | 34    | 16    | 7                | 7                | 9                     | 3                     | 50    | 26    |
| Paris Saint-Germain F. C. Francia | 1.ª           | 2023-24       | 26    | 6     | 4                | 2                | 10                    | 1                     | 40    | 9     |
| Paris Saint-Germain F. C. Francia | 1.ª           | 2024-25       | 10    | 2     | 0                | 0                | 4                     | 0                     | 14    | 2     |
| Paris Saint-Germain F. C. Francia | Total club    | Total club    | 36    | 8     | 4                | 2                | 14                    | 1                     | 54    | 11    |
| Juventus F. C. · Italia           | 1.ª           | 2024-25       | 16    | 8     | 1                | 0                | 5                     | 2                     | 22    | 10    |
| Juventus F. C. · Italia           | Total club    | Total club    | 16    | 8     | 1                | 0                | 5                     | 2                     | 22    | 10    |
| Total carrera                     | Total carrera | Total carrera | 243   | 74    | 19               | 10               | 29                    | 6                     | 290   | 90    |

## Palmarés

### Títulos nacionales
| Título               | Club                      | País    | Año  |
| -------------------- | ------------------------- | ------- | ---- |
| Copa de Francia      | F. C. Nantes              | Francia | 2022 |
| Supercopa de Francia | Paris Saint-Germain F. C. | Francia | 2023 |
| Ligue 1              | Paris Saint-Germain F. C. | Francia | 2024 |
| Copa de Francia      | Paris Saint-Germain F. C. | Francia | 2024 |
| Supercopa de Francia | Paris Saint-Germain F. C. | Francia | 2024 |
| Ligue 1              | Paris Saint-Germain F. C. | Francia | 2025 |

### Títulos internacionales
| Título                       | Club                      | Sede   | Año  |
| ---------------------------- | ------------------------- | ------ | ---- |
| Liga de Campeones de la UEFA | Paris Saint-Germain F. C. | Múnich | 2025 |